# Fritillaria messanensis
Fritillaria messanensis är en ryggsträngsdjursart som beskrevs av Lohmann in Bückmann 1924. Fritillaria messanensis ingår i släktet Fritillaria och familjen bägargroddar. Inga underarter finns listade i Catalogue of Life.

## Bildgalleri

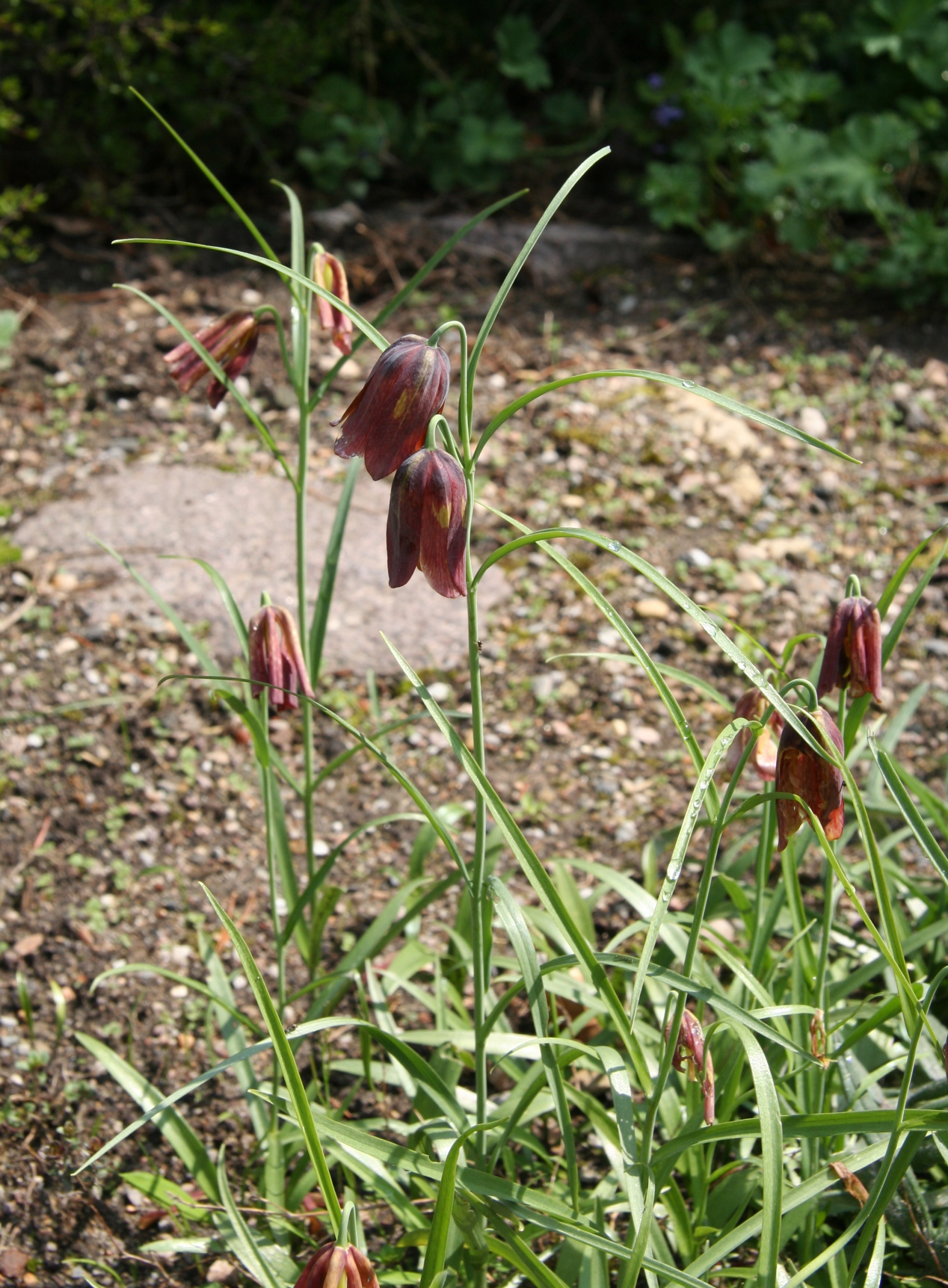
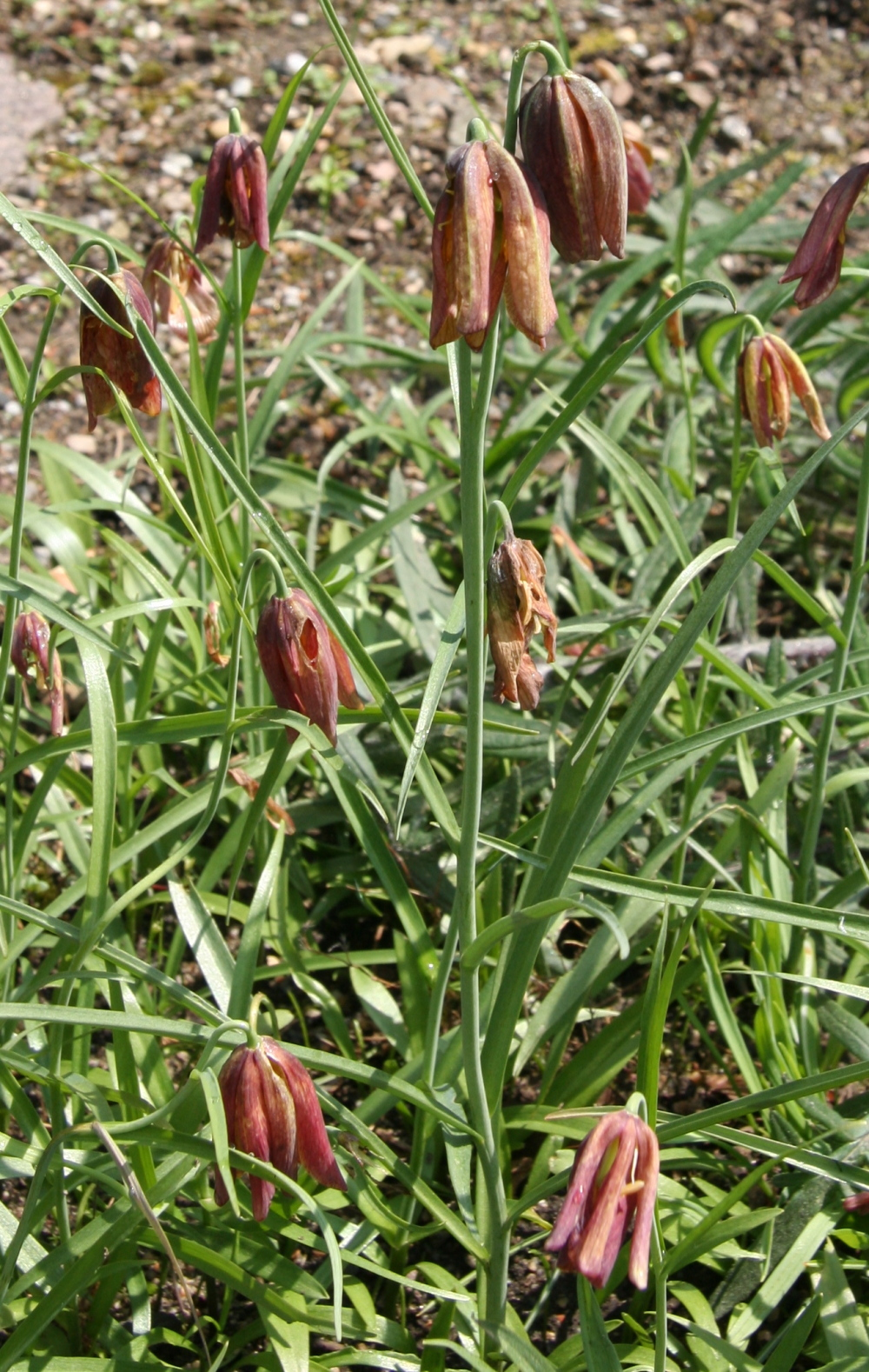
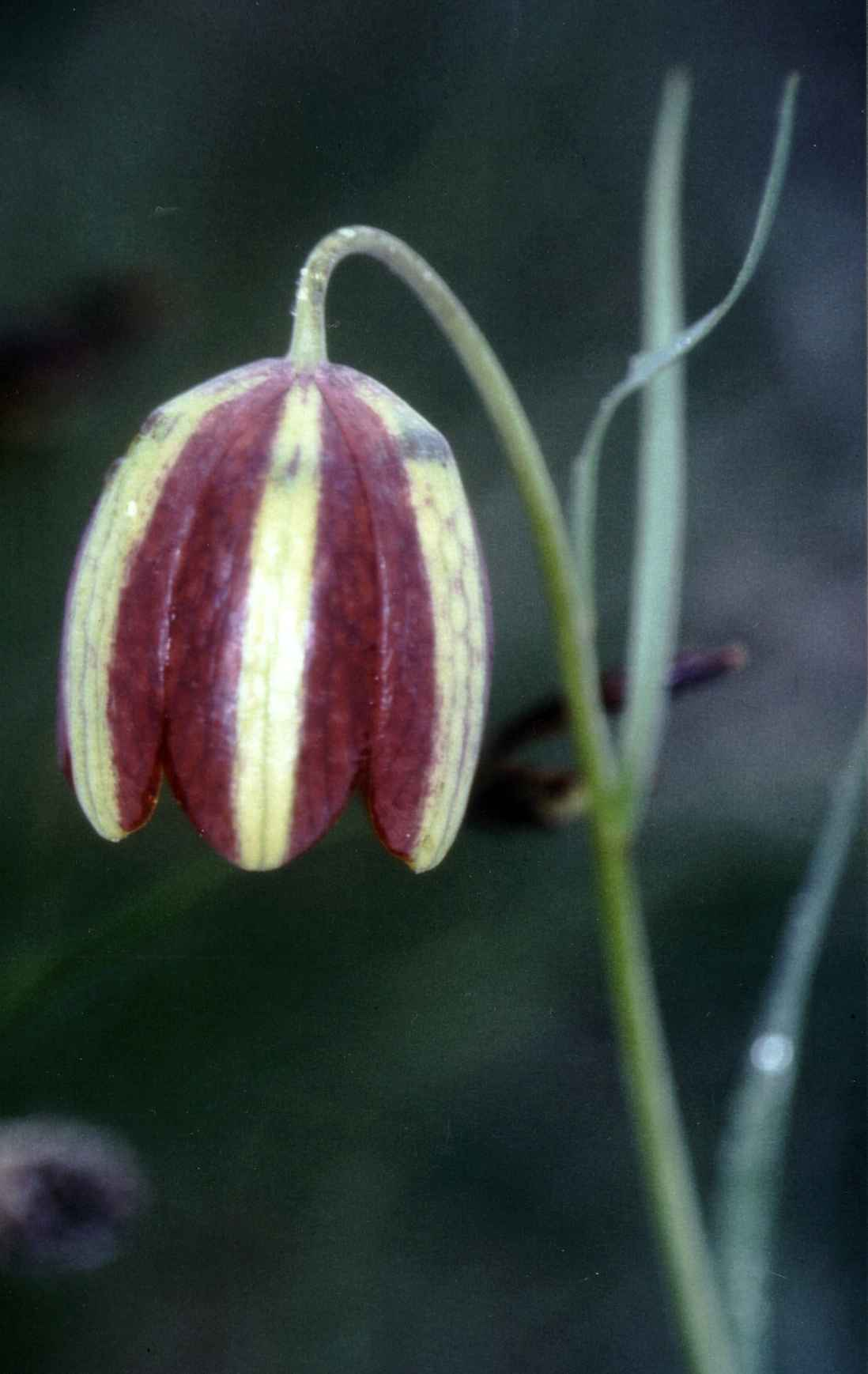
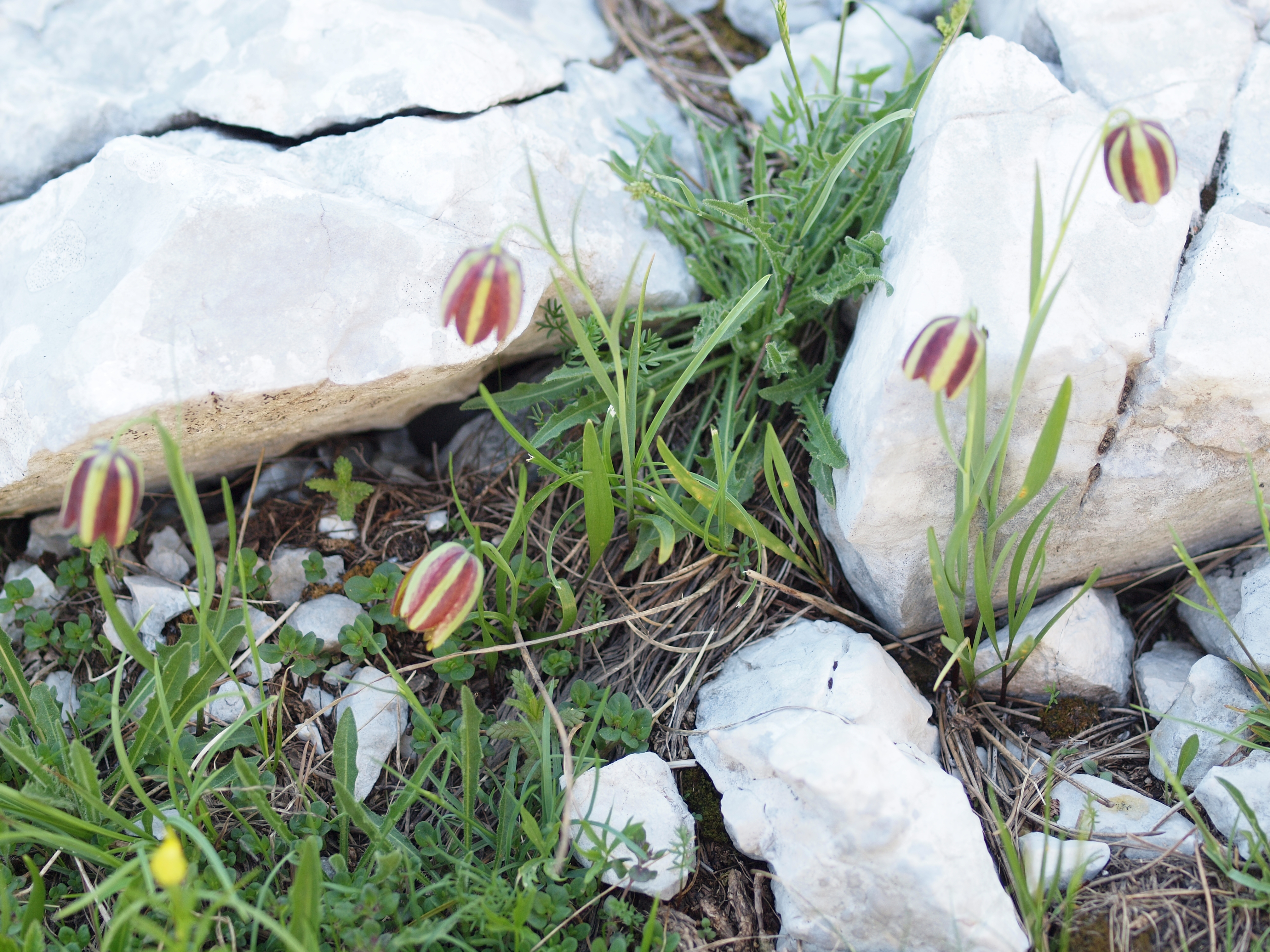
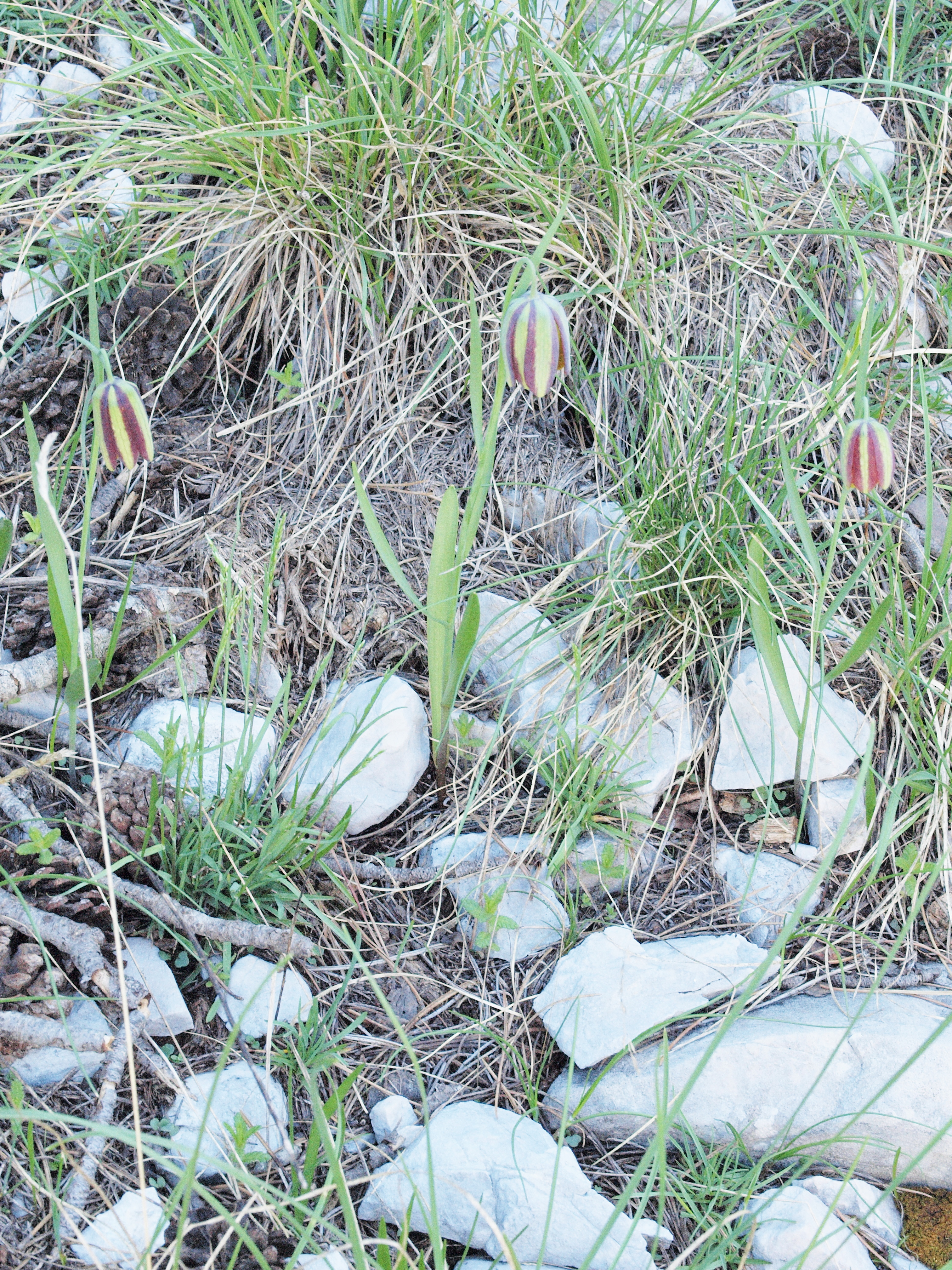
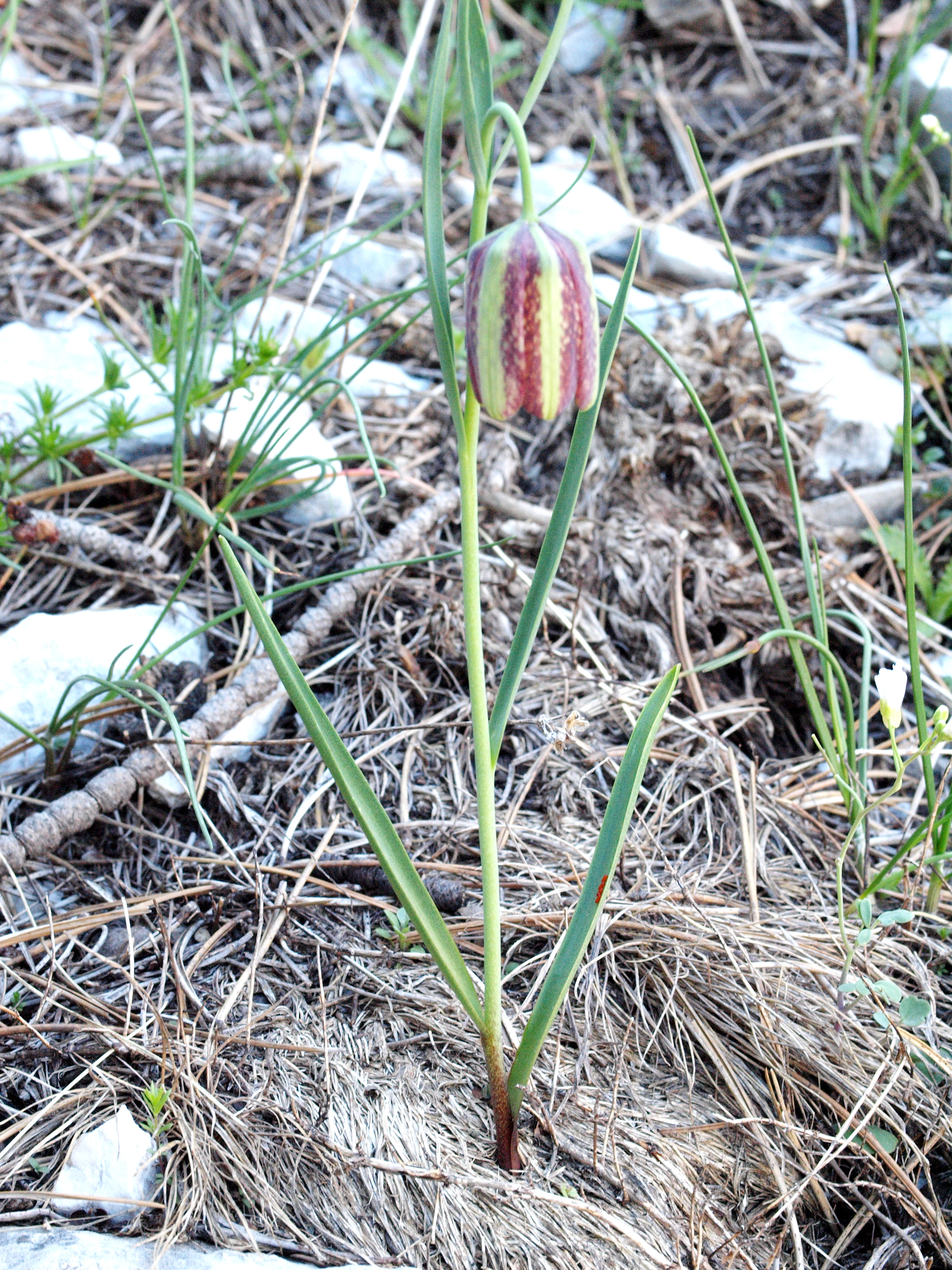